# Saint-Ours (Savoia)
Saint-Ours és un municipi francès situat al departament de la Savoia i a la regió d'Alvèrnia-Roine-Alps. L'any 2007 tenia 510 habitants.

## Demografia

### Població
El 2007 la població de fet de Saint-Ours era de 510 persones. Hi havia 184 famílies de les quals 41 eren unipersonals (15 homes vivint sols i 26 dones vivint soles), 45 parelles sense fills, 83 parelles amb fills i 15 famílies monoparentals amb fills.
La població ha evolucionat segons el següent gràfic:
Habitants censats

### Habitatges
El 2007 hi havia 227 habitatges, 192 eren l'habitatge principal de la família, 15 eren segones residències i 20 estaven desocupats. 197 eren cases i 30 eren apartaments. Dels 192 habitatges principals, 160 estaven ocupats pels seus propietaris, 30 estaven llogats i ocupats pels llogaters i 2 estaven cedits a títol gratuït; 1 tenia una cambra, 6 en tenien dues, 24 en tenien tres, 44 en tenien quatre i 118 en tenien cinc o més. 170 habitatges disposaven pel capbaix d'una plaça de pàrquing. A 68 habitatges hi havia un automòbil i a 114 n'hi havia dos o més.

### Piràmide de població
La piràmide de població per edats i sexe el 2009 era:
| Homes | Edats   | Dones |
| ----- | ------- | ----- |
| 0     | 95 o +  | 0     |
| 4     | 90 a 94 | 0     |
| 4     | 85 a 89 | 0     |
| 8     | 80 a 84 | 0     |
| 0     | 75 a 79 | 0     |
| 4     | 70 a 74 | 8     |
| 16    | 65 a 69 | 8     |
| 8     | 60 a 64 | 16    |
| 16    | 55 a 59 | 16    |
| 8     | 50 a 54 | 4     |
| 24    | 45 a 49 | 32    |
| 4     | 40 a 44 | 16    |
| 16    | 35 a 39 | 16    |
| 8     | 30 a 34 | 12    |
| 12    | 25 a 29 | 4     |
| 12    | 20 a 24 | 8     |
| 24    | 15 a 19 | 20    |
| 20    | 10 a 14 | 12    |
| 8     | 5 a 9   | 12    |
| 4     | 0 a 4   | 4     |

## Economia
El 2007 la població en edat de treballar era de 328 persones, 244 eren actives i 84 eren inactives. Les 244 persones actives estaven ocupades(125 homes i 119 dones).. De les 84 persones inactives 29 estaven jubilades, 24 estaven estudiant i 31 estaven classificades com a «altres inactius».

### Ingressos
El 2009 a Saint-Ours hi havia 204 unitats fiscals que integraven 565 persones, la mediana anual d'ingressos fiscals per persona era de 21.086 €.

### Activitats econòmiques
Dels 22 establiments que hi havia el 2007, 1 era d'una empresa extractiva, 2 d'empreses alimentàries, 1 d'una empresa de fabricació d'altres productes industrials, 7 d'empreses de construcció, 3 d'empreses de comerç i reparació d'automòbils, 2 d'empreses de transport, 1 d'una empresa financera, 1 d'una empresa immobiliària, 2 d'empreses de serveis i 2 d'entitats de l'administració pública.
Dels 6 establiments de servei als particulars que hi havia el 2009, 1 era un taller de reparació d'automòbils i de material agrícola, 1 guixaire pintor, 3 fusteries i 1 empresa de construcció.
L'any 2000 a Saint-Ours hi havia 11 explotacions agrícoles que ocupaven un total de 456 hectàrees.

## Equipaments sanitaris i escolars
El 2009 hi havia una escola elemental.

## Poblacions més properes
El següent diagrama mostra les poblacions més properes.